# Dombibliothek
Eine Dombibliothek ist eine zu einer Bischofskirche gehörende Bibliothek, die meist bereits im Mittelalter begründet wurde. Heute sind sie oft als Dom- und Diözesanbibliothek auch öffentlich zugänglich. 
Als Bibliotheksform seit dem frühen Mittelalter nachgewiesen, wuchsen die Dombibliotheken vor allem durch die Stiftungen von Bischöfen und Mitgliedern des örtlichen Domkapitels. In wenigen Fällen konnten sich die mittelalterlichen Dombibliotheken bis zur Gegenwart erhalten – so die Dombibliotheken in Köln (Erzbischöfliche Diözesan- und Dombibliothek Köln) und Merseburg. Andere wurden im Zuge der Säkularisation aufgelöst und an die Hofbibliothek des Landesherrn überführt – z. B. die Dombibliothek Freising – oder weit verstreut – wie die Dombibliothek Konstanz.